# 名色
名色，佛教術語，為名（nāma）與色（rūpa）之並稱，屬十二緣起之第四支，亦是五蘊之總名，亦攝一切法。
- 名：受想行識之四蘊，皆心識之法（心、心所法），無形體質礙之存在，只能憑借語言賦予事物的名稱、音聲而顯現、知曉。[1]
- 色：色蘊，有形質礙之法。是由極微構成，佔據空間的形體。[1]

十二緣起中，人識入母胎，名色漸漸生長，成長到六根完備，稱為「名色支」。這是名色依託於識而得生長，稱之為「識緣名色」。然而，入胎之人識，若無名色作依託，識也不能相續生起，所以又說「名色緣識」。《阿含經》用蘆葦展轉相依，而得生長，作為譬喻，說明識與名色，相依相緣的關係。

## 闡釋
《雜阿含經》298經解釋「名」為四無色陰：受陰、想陰、行陰、識陰。「色」為四大、四大所造色。
玄奘所譯《緣起經》解釋「名」為四無色蘊：一者受蘊，二者想蘊，三者行蘊，四者識蘊。「色」為諸所有色，一切四大種，及四大種所造。
《大乘入楞伽經·集一切法品》卷3解釋「名」為非色四蘊。「色」為四大及所造色。
《相應部》12相應2經解釋「名」為受、想、思、觸、作意。「色」為四大與四大之所造色。
《增壹阿含經·放牛品》第5經解釋「名」為痛（受）、想、念（思）、更樂（觸）、思惟（作意）。「色」為四大身及四大身所造色。
《大寶積經·菩薩藏會·開化長者品》卷35解釋「名」為受、想、思、觸、作意。「色」為四大界及四大界之所造色。
《舍利弗阿毘曇論·緒分·名色品》卷26解釋「名」為若憶想假稱制名，又說由憶想假稱，生受、想、思、觸、思惟（作意），又說觸首五法（受、想、思、觸、作意），又說若法非色有為。「色」為若法色，又說十色入及法入色，又說四大及四大造，又說可見有對色、不可見有對色、不可見無對色。又《舍利弗阿毘曇論·非問分·緣品》卷12解釋「識緣名色」。
《集異門論·二法品》卷1解釋「名」為受蘊、想蘊、行蘊、識蘊，及虛空、擇滅、非擇滅。「色」為四大種及所造色。又《法蘊論·緣起品》卷11解釋「識緣名色」和「名色緣識」。
《坐禪三昧經》解釋「名」為無色四分：痛（受）、想、行、識。「色」為一切色，四大及造色。
《俱舍論·分別世品》卷10解釋「名」為隨所立名，根境勢力，於義轉變。《俱舍論·分別界品》卷1解釋「色」為五根、五境，及無表。卷9的分別世品按照說一切有部的分位緣起，解釋十二緣起之「名色」支為：於母胎等正結生時，一剎那位，五蘊名識。結生識後、六處生前，中間諸位。根據《大毗婆沙論》卷23，這中間諸位是羯刺藍、頞部曇、閉尸、鍵南、缽羅奢佉，是嬰兒在母胎中，生出毛髮爪齒之前的時期。
《大智度論·釋諸波羅蜜品》卷65解釋「名」是受、想、行、識。「色」是四大及造色。《大智度論·初品·菩薩功德釋論》卷5解釋「名色」為此識共生無色四陰，及其所住色。
《般若燈論釋·觀世諦緣起品》卷15解釋「名」有二種：一謂自往諸趣、二謂為煩惱所使，強令入諸趣中，又說「名」為無色四陰。解釋「色」為可變異故名色，謂四大及四塵等。
《瑜伽師地論·本地分·有尋有伺等三地》卷9解釋「名」為等無間滅依根，「色」為俱有依根。又說「名」為色法以外的法，「色」為五色根，若根所依大種，若根處所，若彼能生大種。
《菩提道次第廣論》卷7解釋「名」為受想行識非色四蘊。「色」若受生在無色界，只有色種子而無實色，受生在色界、欲界，則有羯羅藍（初入胎時識與精血結合的狀態）等色蘊。
《法集論·概說品·第二章·經二法》解釋「名」為受蘊、想蘊、行蘊、識蘊及無為界。「色」為四大種及四大種所造色。
《清淨道論·說慧地品》（第17品）解釋「名」因為傾向（巴利語：namana，朝向）於所緣，所以是受、想、行之三蘊。「色」為四大種及四大種所造色。其分別在「說蘊品的五蘊解釋」（第14品）中詳細解說，例如色法為四大種及二十四所造色，合為二十八種色。《清淨道論·說見清淨品》（第18品）中，簡略把握名色之方法，以「名」為有傾向之相，「色」為有惱壞（被破壞）之相。又以「名」為意處及一部分法處，「色」為四大種及四大種所造色。五蘊作為把握名色之方法，以「名」為四非色蘊（受、想、行、識），「色」為色蘊。
《攝阿毘達摩義論·攝緣分別品》（第8品）解釋「名」為心、心所的四種非色蘊與涅槃，「色」為色蘊。在攝色分別品（第6品）解釋「色」為四大種及四大種所造色這二類色，攝為十一種。這十一種色，依自性的區別而成二十八種。
慧遠的《大乘義章·義法聚·十二因緣義》卷4解釋「名」為心從詮目（心心所法從語言文字的解釋而建立名稱），「色」為身形質礙（質是形體，礙是妨礙。身形佔據空間，障礙其他形體佔據同樣空間，有這種特徵是色法）。因為心法冥漠難彰，非詮不辨，故從詮目。色相形現，可以現見，故稱為色。
智顗的《法界次第初門·名色初門》卷1解釋「名」為心但有字（心心所法只有用名字、名稱所表示的諸法），「色」為有形質礙。「名」為心及心相應法，雖有能緣之用，而無質礙可尋。「色」為十處（十二處之眼耳鼻舌身色聲香味觸）及一處少分（法處有色法與心法，只有一部分的法處為色法，故稱之為少分），皆是質礙之法，並無知覺之用。
印順的《唯識學探源》解釋「名」為受、想、行、識四蘊，「色」為色蘊。名色，可以總攝一切精神與物質，為六入觸所取，所以是認識的對象。並指出佛教對十二緣起的說明分作兩類，一類以胚胎學為前提，另一類以認識論為前提。「識緣名色」在胚胎學的說明中，是以識為初入母胎的識，因識的入胎，名色逐漸增長、廣大起來。在認識論的說明中，「識緣名色」是指「所認識」的名色，不能離開「能知」的六識而知曉它的存在。所認識的一切，得要經過認識才能夠知其形相。